# James Chamanga
James Chamanga (Luanshya, 2 februari 1980) is een Zambiaanse profvoetballer die sinds 2013 onder contract staat bij Liaoning FC in China.
Chamanga maakte tijdens de African Cup of Nations 2006 deel uit van de Zambiaanse selectie. Tijdens de eerste wedstrijd van Zambia tegen Tunesië opende hij na acht minuten de score. Uiteindelijk zou de wedstrijd met 4-1 in het voordeel van Tunesië worden beslist.
Chamanga maakt ook tijdens de African Cup of Nations 2008 deel uit van de Zambiaanse selectie. Tijdens de eerste wedstrijd van Zambia tegen Soedan opende hij al na drie minuten de score. Uiteindelijk zou de wedstrijd met 0-3 in het voordeel van Zambia worden beslist.

## Erelijst
Zanaco FC
- Zambiaans landskampioen

2005
 Moroka Swallows
- Topscorer Premier Soccer League

2007/08 (14 goals)